# Незовибатько Юрій Олександрович
Незовибатько Юрій Олександрович (23.10.1948, м. Київ) — український бандурист. Народний артист України.
Син Незовибатька Олександра Дмитровича.

Закінчив Київську середню спеціалізовану музичну школу (клас А.Омельченко).

Вивчав гру на бандурі в Київській консерваторії у С. Баштана.
1973–82 — соліст Українського  державного  народного хору ім. Г. Верьовки, викладач підготовки акторської майстерності в навчальній студії.